# Hotelverband Deutschland (IHA)

Logo des Hotelverbandes Deutschland (IHA) e. V.

Der Hotelverband Deutschland (IHA) e. V. ist der Branchenverband der Hotellerie in Deutschland mit Sitz in Berlin. Er wurde 1992 in Bonn von den Mitgliedern seiner Vorläuferorganisation, der Deutschen Sektion der „International Hotel Association“, deren Kürzel „IHA“ er noch heute im Namen führt, gegründet. Dem Hotelverband Deutschland (IHA) gehören rund 1.600 Hotels aus der Individual-, Kooperations- und Kettenhotellerie an, die einen Marktanteil von rund 20 Prozent gemessen an der Zimmerkapazität repräsentieren (Stand: August 2021).

## Aufgaben
Der Hotelverband vertritt die Interessen der Hotellerie auf nationaler und internationaler Ebene gegenüber Politik und Öffentlichkeit. Ihre Mitglieder unterstützt die IHA exklusiv mit professionellen und spezialisierten Dienstleistungen.
Im Jahr 2001 hat der Hotelverband zusätzlich die Betreuung des Fachbereiches Hotellerie des Deutschen Hotel- und Gaststättenverbandes (DEHOGA Bundesverband) übernommen. Damit ist auf Bundesebene eine einheitliche Vertretung der gesamten Hotel- und Beherbergungsbranche in Deutschland entstanden.

## Vorsitzende und Vorstand
Gemäß der Satzung steht an der Spitze der Vorstand mit seinem Vorsitzenden. Seit seiner Gründung hatten folgende Personen dieses Amt inne:
- Dieter Bauer (1992–2002)
- Fritz G. Dreesen, Rheinhotel Dreesen Ringhotel Bonn (2002–2016)
- Otto Lindner, Hospitality X (seit 2016)

Gemäß § 11 Abs. (1) der Satzung setzt sich der Vorstand des Hotelverbandes ehrenamtlich aktuell zusammen aus:
- Monika Gommolla, 1. stellv. Vorsitzende, Maritim Hotelgesellschaft mbH
- Robert Stolze, 2. stellv. Vorsitzender, Hotel Bayerischer Hof Lindau
- Julia Rübsamen, Schatzmeisterin, Sheraton Carlton Hotel Nürnberg
- Friedrich W. Niemann, mein.Lychen
- Marco Nussbaum, HIAMO AG
- Karl-Heinz Pawlizki, Arabella Hospitality SE
- Anne Wahl-Pozeg, AccorHotels Deutschland GmbH
- Rolf Seelige-Steinhoff, Seetelhotels
- Marcus Smola, BWH Hotel Group Central Europe GmbH
- Alexandra von Oven-Batsch, Strandhotel Miramar Timmendorfer Strand
- Simeon Schad, V8 Hotel Motorworld Stuttgart Böblingen

## Geschäftsführung
Hauptamtlich wird der Verband geführt von:
- Markus Luthe, Hauptgeschäftsführer
- Stefan Dinnendahl, stellvertretender Hauptgeschäftsführer
- Tobias Warnecke, Geschäftsführer

## Mitgliedschaften
Der Verband ist Mitglied in folgenden Organisationen:
- HOTREC – Hotels, Restaurants & Cafés in Europa
- Bundesverband der Deutschen Tourismuswirtschaft (BTW)
- Deutscher Hotel- und Gaststättenverband (DEHOGA Bundesverband)
- Deutsche Zentrale für Tourismus (DZT)